# Ronde van Italië 2019/Negentiende etappe
De negentiende etappe van de Ronde van Italië 2019 is een rit over 151 kilometer tussen Treviso en San Martino di Castrozza. De etappe gaat over geaccidenteerd terrein en kent een aantal beklimmingen die mogelijk voor verschillen kunnen zorgen. Ook zou het kunnen dat de favorieten hun kruit droog houden met oog op de twintigste etappe. 
| Treviso – San Martino di Castrozza (151 km) |                  |                             |          |
| Plaats                                      | Naam             | Ploeg                       | Tijd     |
| 1                                           | Esteban Chaves   | Mitchelton-Scott            | 4u01'31" |
| 2                                           | Andrea Vendrame  | Androni Giocattoli-Sidermec | + 10"    |
| 3                                           | Amaro Antunes    | CCC Team                    | + 12"    |
| 4                                           | Giovanni Carboni | Bardiani-CSF                | + 24"    |
| 5                                           | Pieter Serry     | Deceuninck–Quick-Step       | + 32"    |
| 6                                           | François Bidard  | AG2R La Mondiale            | + 35"    |
| 7                                           | Marco Canola     | Nippo-Vini Fantini-Faizanè  | + 1'02"  |
| 8                                           | Manuele Boaro    | Astana Pro Team             | + 1'37"  |
| 9                                           | Manuel Senni     | Bardiani-CSF                | + 1'53"  |
| 10                                          | Olivier Le Gac   | Groupama-FDJ                | + 2'33"  |
|                                             |                  |                             |          |
| 19                                          | Bauke Mollema    | Trek-Segafredo              | + 6'29"  |

| Algemeen klassement |                    |                       |            |
| Plaats              | Naam               | Ploeg                 | Tijd       |
| Roze trui           | Richard Carapaz    | Movistar Team         | 83u52'22"  |
| 2                   | Vincenzo Nibali    | Bahrain-Merida        | + 1'54"    |
| 3                   | Primož Roglič      | Team Jumbo-Visma      | + 2'16"    |
| 4                   | Mikel Landa        | Movistar Team         | + 3'03"    |
| 5                   | Bauke Mollema      | Trek-Segafredo        | + 5'07"    |
| 6                   | Miguel Ángel López | Astana Pro Team       | + 5'33"    |
| 7                   | Rafał Majka        | BORA-hansgrohe        | + 6'48"    |
| 8                   | Simon Yates        | Mitchelton-Scott      | 7'17"      |
| 9                   | Pavel Sivakov      | Team INEOS            | z.t.       |
| 10                  | Davide Formolo     | BORA-hansgrohe        | + 10'06"   |
|                     |                    |                       |            |
| 26                  | Pieter Serry       | Deceuninck–Quick-Step | + 1u00'17" |

1e etappe ·
2e etappe ·
3e etappe ·
4e etappe ·
5e etappe ·
6e etappe ·
7e etappe ·
8e etappe ·
9e etappe ·
10e etappe ·
11e etappe ·
12e etappe ·
13e etappe ·
14e etappe ·
15e etappe ·
16e etappe ·
17e etappe ·
18e etappe ·
19e etappe ·
20e etappe ·
21e etappe
Startlijst · Eindstanden · Afbeeldingen